# Adidas

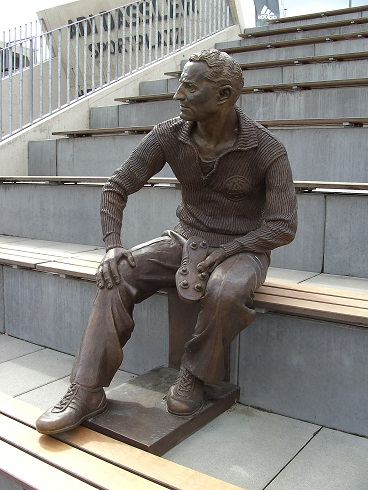
Пам'ятник Аді Дасслеру, Скульптор Йосип Табачник, Герцогенаурах, 2006

Адідас (нім. Adidas) — німецька компанія, один зі світових лідерів виробництва спортивних товарів. Заснована в 1924 році братами Дасслерами як «Dassler».
Сучасна назва з'явилася 1948 року, після того, як брати Дасслер розірвали відносини і утворили власні компанії. Adidas походить від перших трьох літер прізвиська молодшого брата Адольфа «Adi» і трьох перших літер прізвища (Das) засновника фірми Адольфа Дасслера, (Adolf Dassler). Старший брат Рудольф Дасслер за таким самим принципом назвав свою фірму Руда, а потім перейменував її в Puma.
Вираз «All Day I Dream About Sport» (цілий день я мрію про спорт), який колись вважався справжнім походженням назви, з'явився пізніше.

## Короткий опис компанії
Зараз компанія відповідальна за дистрибуцію продукції компаній: Adidas, Reebok, RBK & CCM Hockey, а також Taylor-Made Golf. Adidas є найбільшим виробником спортивних товарів у Європі і другим у світі, після американської компанії Nike. У 2009 році операційний прибуток компанії Adidas становив €10.38 мільярдів.

## Історія компанії

### 1920-ті. Народження компанії
- 1920 рік

Незабаром після Першої світової війни, на початку 1920 Дасслери на сімейній раді вирішили організувати сімейну справу — пошив взуття. Першою продукцією сім'ї Дасслер були домашні капці і ортопедичне взуття для тренувань спортсменів — інвалідів (яких було багато після війни). Матеріалом для них служило списане військове обмундирування, а підошви вирізали із старих автомобільних покришок.
- 1924 рік

До виробництва підключився і старший брат Адольфа, Рудольф. 1 липня 1924 р. заснована «Взуттєва фабрика братів Дасслер». Два брати з протилежними характерами доповнюють один одного — Адольф — спокійний і урівноважений виробник, в той час, як Рудольф — активний і комунікабельний продавець.
- 1925 рік

Адольф винайшов і зшив перші у світі бутси з шипами, які виковували ковалі брати Целяйн. Футбольна модель виявилася зручною і разом з гімнастичними тапочками стала основною продукцією Дасслерів.
- 1927 рік

Дасслери орендували для своєї фабрики цілу будівлю, збільшили штат до 25 робітників, а виробництво — до 100 пар взуття на день. Пізніше Дасслери викупили цю фабрику.
- 1928 рік

Шиповки братів, розроблені разом з Джозефом Вайтцером, отримують патент німецького бюро. Літні Олімпійські ігри 1928 в Амстердамі — перша поява взуття братів на таких великих змаганнях. Декілька спортсменів виступають у взутті Дасслерів.
- 1929 рік

Вперше в асортименті фабрики братів з'являються футбольні бутси.

### 1930-ті. Становлення компанії
- 1931 рік

Німецьку економіку вражає криза. Фабрика братів Дасслер не сильно схильна до даної проблеми, брати викупляють будівлю, яку доти тільки орендували. Компанія приступає до споруди 3-поверхового будинку, пізніше названого «Вілла».
- 1932 рік

На Олімпіаді 1932 року німець Артур Йонат, виступаючи у взутті «Дасслер», став третім в бігу на 100 метрів. Це стає першим серйозним успіхом рекламної кампанії, заснованої на співпраці із спортсменами.
- 1934 рік

Подія року для Адольфа — весілля. 17 березня дружиною стає Катріна Мерітц, дочка дизайнера взуття Франца Мерітца. Протягом декількох років народжуються майбутні спадкоємці — Хорст, Інге і Катрін.
- 1936 рік

На Олімпійських іграх — 36 в Берліні американський бігун Джессі Овенс у взутті «Дасслер» завоював чотири золоті медалі і встановив п'ять світових рекордів. Продажі «Фабрики братів Дасслер» перевищили 400 000 німецьких марок.
- 1938 рік

Відкривається друга фабрика Дасслерів в Герцогенаураху. Всього їх підприємство виробляє щодня 1000 пар взуття.
- 1939 рік

Після початку Другої світової війни, попри те, що обидва брати Дасслер були переконаними членами нацистської партії, фабрики Дасслерів піддалися конфіскації нацистами, а самі брати відправилися на фронт. На одній з фабрик нацисти спробували налагодити виробництво ручних протитанкових гранатометів, проте фабричне устаткування було не пристосоване для такого виробництва, тому Адольфа повернули з армії через рік — виготовляти тренувальне взуття для німецьких солдатів.

### 1940-ті. Після Другої світової війни
- 1945 рік

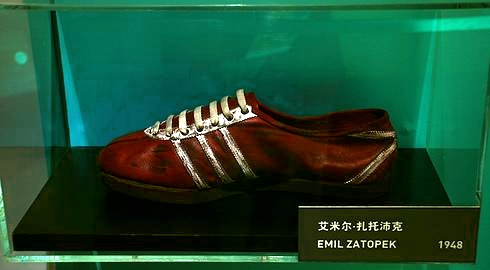
Бігові бутси Еміля Затопека

Містечко Герцогенаурах потрапило в американську зону окупації. Рудольф потрапив в табір для військовополонених, фабрика Дасслерів поставляє в Сполучені Штати 1000 хокейних ковзанів за умовами контрибуції. Як компенсацію за ковзани вона отримує списану амуніцію армії США — намети, старі бейсбольні рукавички і т. д.
- 1946 рік

Окупація закінчена. Рудольф повертається з табору для військовополонених. Сімейну справу братам довелося піднімати майже з нуля. Взуття «Дасслер» знову виготовлялося із залишків військової амуніції, а 47 найнятих робітників отримували зарплату товаром (дровами, пряжею тощо).
- 1948 рік

Навесні, незабаром після смерті батька, брати розлучаються унаслідок сварки. Рудольф забрав собі одну фабрику, а Адольф — іншу. Вони умовилися не використовувати назву і символіку сімейного підприємства. Аді назвав свою фірму Addas, а Руді свою — Ruda. Але вже через декілька місяців Addas перетворюється на Adidas (абревіатура від Аді Дасслер), а Ruda — в Puma. Так припинив існування всесвітньо відомий у той час бренд — Dassler.
Самі брати до кінця своїх днів зберігали мовчання про причини сварки. Можливо, Руді так і не зміг пробачити Аді, що після війни той не спробував визволити його з табору для військовополонених, використовуючи знайомство з американськими офіцерами. А може бути, вони просто не змогли розділити спадок батька. У будь-якому випадку після розвалу сімейного підприємства брати один з одним не розмовляли, а Puma і Adidas стали найзапеклішими конкурентами.
- 1949 рік

Адольф порушив договір про невикористання символіки «Фабрики Дасслерів». Він узяв дві смуги з емблеми Dassler, примальовував до них третю і запатентував те, що вийшло, як символ «Адідас». Це відбулося 18 серпня 1949 року. В 1949 також Адольф створює перші бутси із знімними гумовими шипами.

### 1950-ті. Розвиток, гучні результати спортсменів у взутті компанії
- 1950 рік

Компанія створює бутси, пристосовані для гри у футбол в несприятливих погодних умовах: на снігу і на мерзлій землі.
- 1952 рік

Адідас починає випускати і інші товари під маркою Adidas. Першою пробою диверсифікації стало виробництво спортивних сумок. І хоча кросівки залишаються основним виробництвом, Адольф підшукує собі партнера, який візьме на себе виробництво одягу. Випадково на якійсь вечірці він знайомиться з господарем текстильної фабрики Віллі Зельтенрайхом і замовляє йому тисячу спортивних костюмів з трьома смужками уздовж рукавів. Товар пішов добре, а партнери так сподобалися один одному, що скоро Зельтенрайх став шити тільки для «Адідас».
На Олімпійських іграх — 52, Еміль Затопек в спортивному взутті Адідас завойовує протягом трьох тижнів золоті медалі. Він перемагає в дистанціях 5 000 метрів, 10 000 метрів і в марафоні (Це досягнення, не перевершене і до цього дня). Дружина Затопека тим часом перемагає в змаганні по метанню списа.
- 1954 рік

На чемпіонаті світу з футболу — 54 — взута в Adidas збірна Німеччини вперше стала чемпіоном світу з футболу.
- 1956 рік

Компанія Адідас підписує угоду з МОК про рекламу «Адідас» на Олімпійських іграх 1956. Адідас підписує першу ліцензійну угоду з норвезькою фабрикою в Гьорвіке, незабаром Adidas починають виробляти і у Франції.

### 1960-ті. Укріплення позицій
- 1960 рік

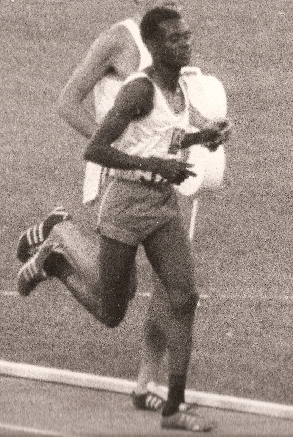
Бігуни на Олімпійських іграх 1968, у взутті Адідас

На Олімпійських іграх 1960 більшість легкоатлетів виступають в спортивному взутті Adidas. Вільма Рудольф завойовує три золоті медалі в спринті, незважаючи на перенесений в дитинстві поліомієліт.
- 1961 рік

Остаточно налагоджений процес виробництва і збуту текстилю. Первинний процес диверсифікації практично завершений.
- 1963 рік

Диверсифікація у бік виробництва м'ячів завершена.
- 1968 рік

На Олімпійських іграх — 68 спортсменів, екіпіровані «Адідас», завойовують 37 золотих, 35 срібних і 35 бронзових медалей.
Adidas першим у світі спортивного взуття проводить литу підошву з поліуретану з річною гарантією на неї. Згодом дана технологія придбала усесвітню популярність і в наш час[коли?] використовується повсюди.

### 1970-ті. Повсюдне визнання, смерть Адольфа Дасслера
- 1970 рік

«Трилисник», одна з трьох символік компанії. Створена в 1972 році, в цей час є символом торгового напряму «Adidas Originals» (стильнішого, ніж атлетичний напрям).

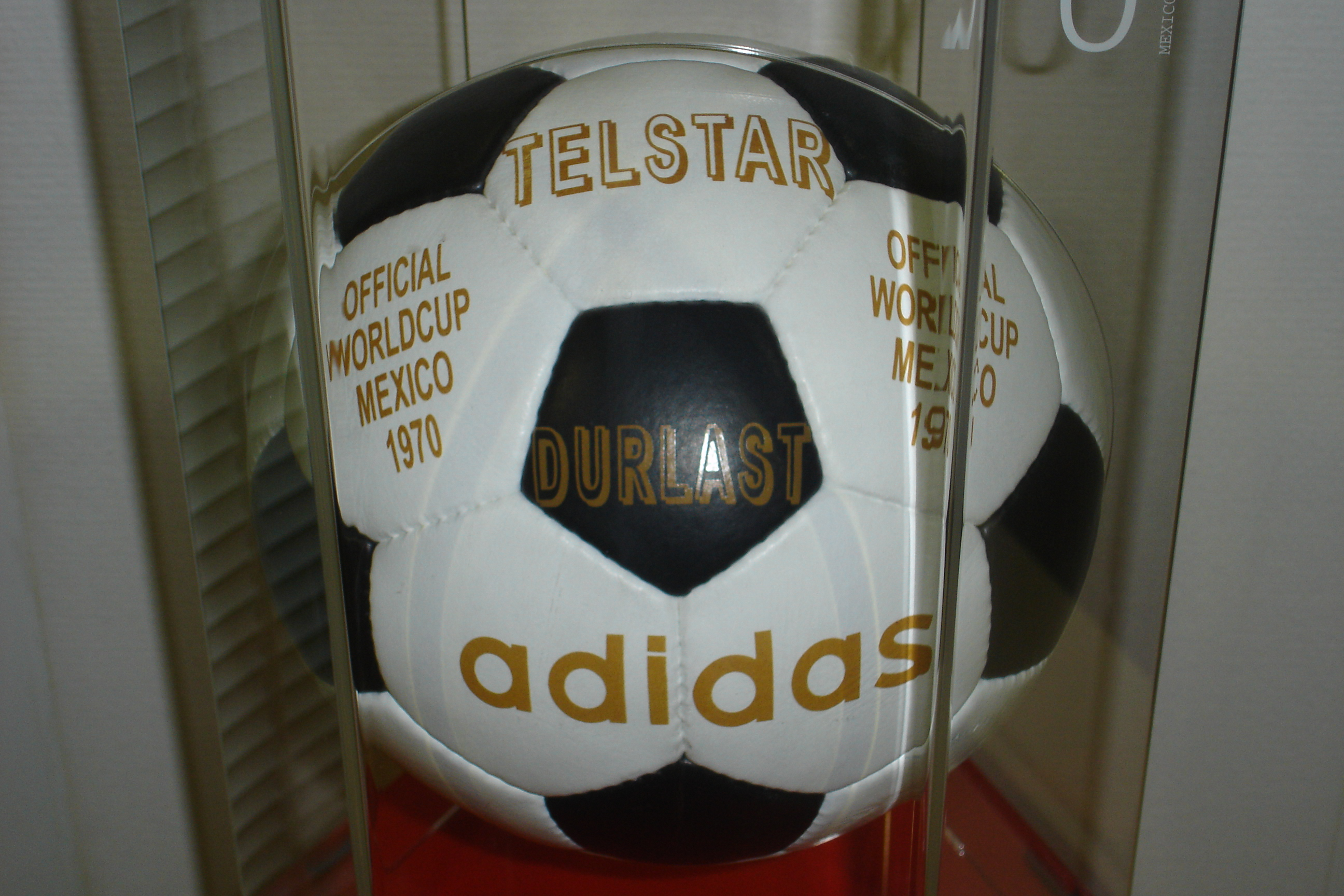
М'яч Adidas Telstar — офіційний м'яч Чемпіонат світу з футболу 1970 в Мексиці

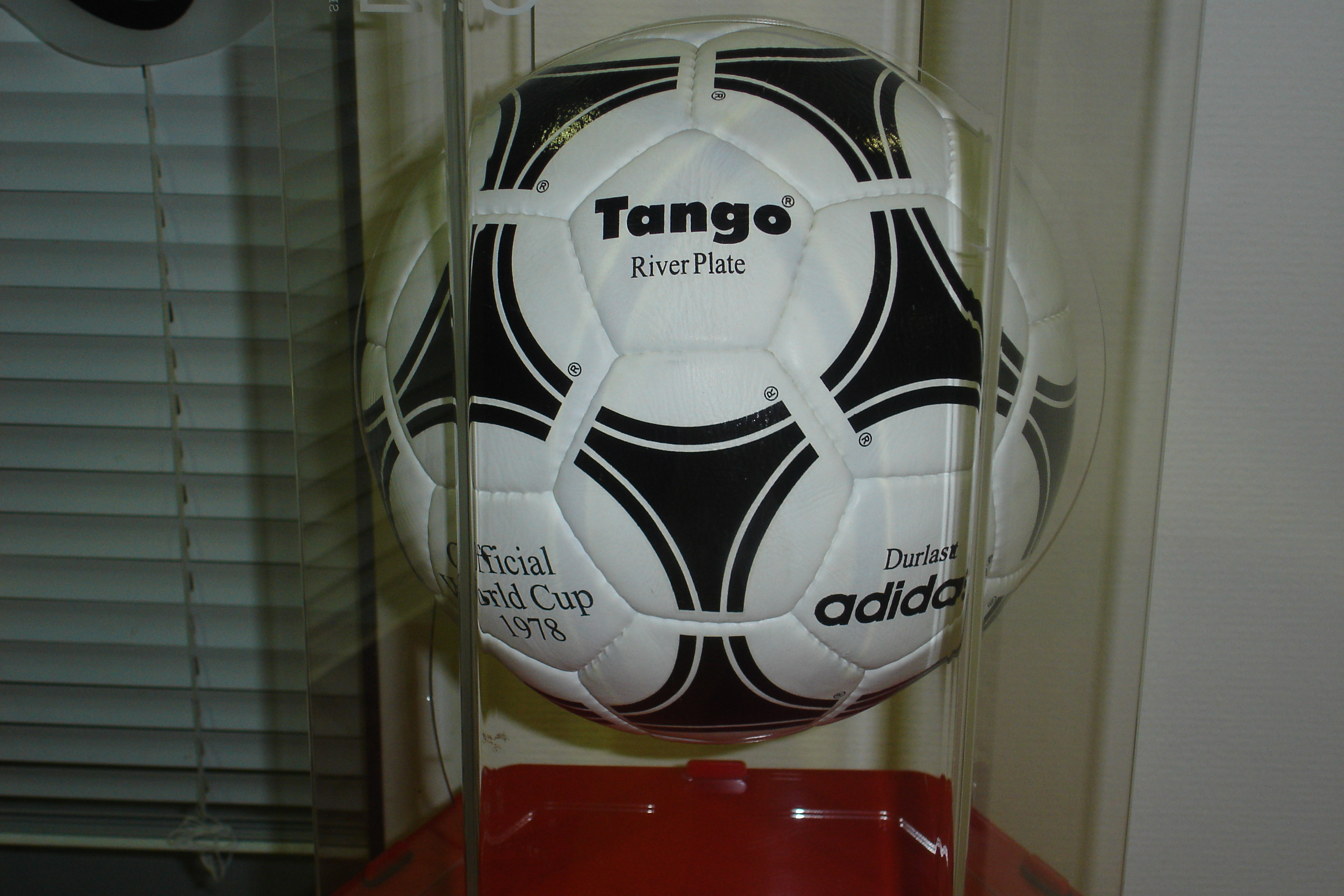
М'яч Adidas Tango Durlast — офіційний м'яч Чемпіонат світу з футболу 1978 в Аргентині

М'яч Adidas Telstar стає офіційним м'ячем чемпіонату світу з футболу, що проводиться в Мексиці.
- 1972 рік

«Адідас» стає титульним спонсором Олімпійських ігор в Мюнхені, а збірна ФРН стає Чемпіоном Європи по футболу. Поява знаменитого «трилисника» компанії. Три листи позначають присутність компанії на трьох континентах світу.
- 1974 рік

Німецькі футболісти другий раз стають чемпіонами світу. Команда взувається в бутси «Адідас», офіційним м'ячем чемпіонату світу є модель Adidas Telstar II.
- 1975 рік

Адольф Дасслер стає почесним членом «Американської асоціації спортивних товарів» — першим серед не американців.
- 1976 рік

На Олімпійських іграх спортсмени, екіпіровані в «Адідас», виграли 75 золотих, 86 срібних і 88 бронзових медалей (Цей рекорд не побитий досі).
- 1978 рік

Адольф Дасслер вмирає і керівництво компанією переходить до його вдови Катаріні. Проходить Чемпіонат світу з футболу в Аргентині. Офіційним м'ячем Чемпіонату стає Adidas Tango.

### 1980-ті. Криза
- 1982 рік

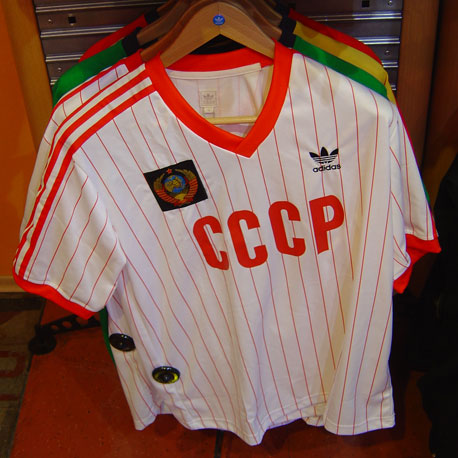
Футболка збірної СРСР в 1980-х

Чемпіонат світу з футболу проходить в Іспанії. Офіційним м'ячем Чемпіонату стає Adidas Tango Espaca. Випускаються бутси Copa Mundial, які успішно продаються і в цей час[коли?] по всьому світу.
- 1984 рік

Катаріна вмирає і керівництво компанією переходить до Хорста Дасслера — сина Адольфа і Катаріни. Він налагодив міцні відносини з Міжнародним олімпійським комітетом і Міжнародною федерацією футболу і спробував зробити перші реформи на підприємстві.
- 1986 рік

Чемпіонат світу з футболу 1986 проходить в Мексиці, це другий раз, коли ця країна приймає у себе світову першість. Офіційним м'ячем Чемпіонату є Adidas Azteca.
- 1989 рік

51-річний Хорст помер, його сестри намагалися керувати підприємством, але швидко зрозуміли, що не володіють відповідним розмахом і компетенцією, тому вони продали 80 % своїх акцій всього за 440 млн німецьких марок французькому підприємцеві Бернарду Тапі, тодішньому власникові французького футбольного клубу «Олімпік Марсель». У компанію як консультанти по розвитку приходять топ-менеджери Роб Страссер і Пітер Мур, саме по їх ідеї розробляється спеціалізований напрям Performance під девізом «Назад до минулого».

### 1990-ті. Повернення Адідаса
- 1990 рік

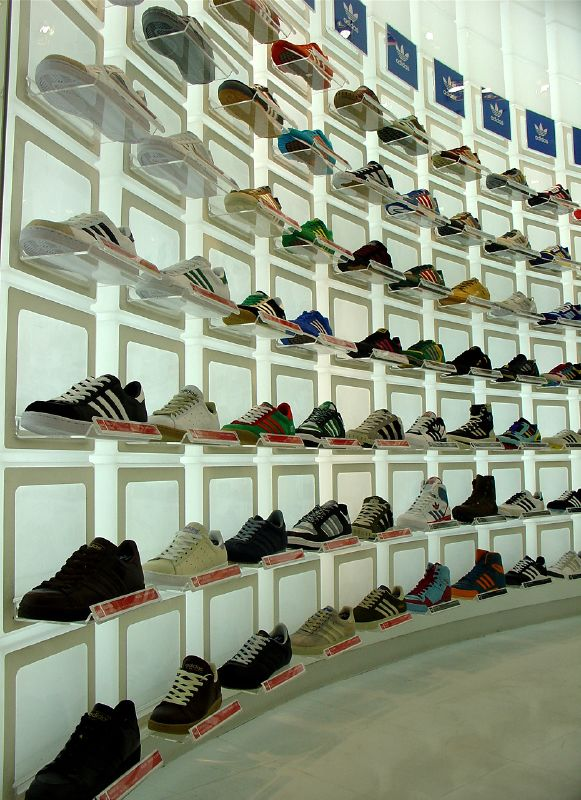
Стенд с кросівками напрямку Adidas Originals

Положення Adidas стає катастрофічним: збитки досягли цифри 100 мільйонів доларів. Французький інвестор Бернард Тапі набуває 80 % акцій компанії. Таким чином, Adidas перестає бути сімейним підприємством родини Дасслер.
- 1991 рік

Прибуток компанії падає удвічі в порівнянні з попереднім роком.
- 1993 рік

Група французьких інвесторів на чолі з Робертом Луї Дрейфусом викупляє контрольний пакет акцій компанії. Сам пан Дрейфус вимовляє свою знамениту фразу: «Неможливо поховати таку торгову марку, як Adidas! Її потрібно просто розбудити.». Дрейфус переманив з Nike і Reebok неабияку кількість менеджерів і дизайнерів і поступово почав виводити виробництво за межі Німеччини до: Індонезії, Китаю, Таїланду. Економія на дешевій робочій силі з країн третього світу знову зробила продукцію конкурентною на світовому ринку.
Adidas відмовляється від роботи з роздрібними мережами і починає формувати мережу фірмових магазинів, щоб уникнути масового виробництва і затоварювання ринків своєї продукції.
- 1994 рік

Проходить Чемпіонат світу з футболу 1994 р. в США. Офіційним м'ячем Чемпіонату стає Adidas Questra.
- 1996 рік

Компанія знов виступає генеральним спонсором Олімпійських ігор, що стимулювало небувале зростання продажів: +50 % у рік. Зростання продовжується і досі, але найголовніше — вдалося затвердитися на американському ринку, де Adidas «відкусив» частку в 12 % ринку спортивного одягу і 10 % ринку спортивного взуття. Щоб іти у ногу з часом та віднайти нових споживачів, менеджери Adidas проявили пильну увагу до нового вигляду спорту, наприклад, привезли до Європи стрітбол, активно стали працювати з новими молодіжними віяннями і течіями, завдяки чому вдалося завоювати симпатії американської і європейської hip-hop- і реп-культур.
- 1997 рік

«Адідас» купує французьку фірму «Salomon Sports», що виробляє товари для зимових видів спорту, і аж до 2005 року концерн називається «Адідас-саломон». Цей крок дозволив фірмі стати другим за величиною світовим виробником спортивних товарів після Nike.

### 2000-ні. Розвиток і поглинання Reebok
- 2001 рік

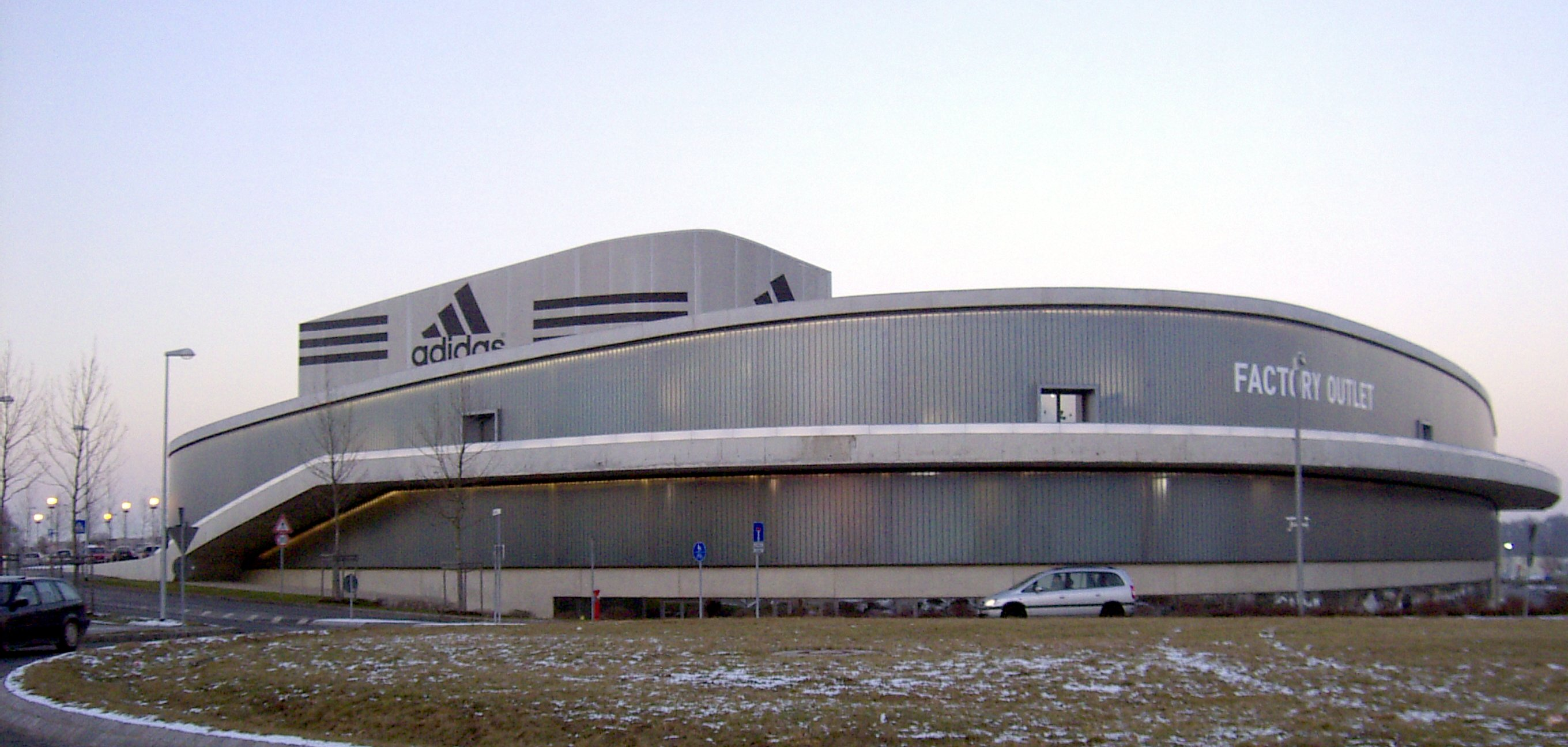
Будівля компанії в Герцогенаурах

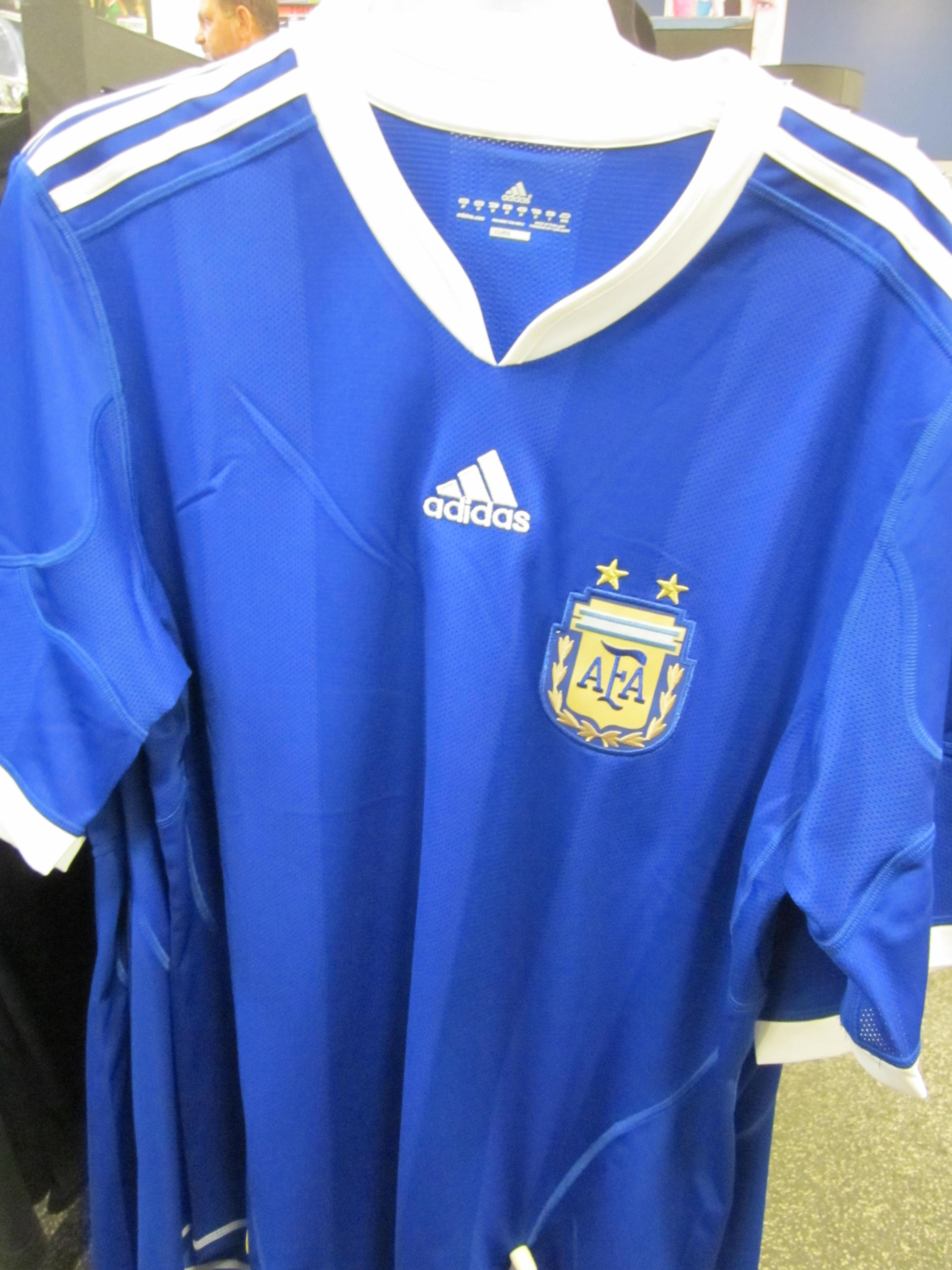
Футболка збірної Аргентини з футболу Adidas

Герберт Хайнер офіційно призначений головою ради директорів компанії. Відбувається офіційне розділення на Performance і Originals — цього року відкривається перший магазин напряму Originals.
- 2004 рік

Компанія надає спорядження і взуття для 26 з 28 представлених Олімпійських видів спорту, включаючи офіційні м'ячі по футболу і гандболу.
Чемпіонат Європи з футболу 2004. Офіційний м'яч Чемпіонату — Adidas Roteiro.
13 квітня 2004 року було оголошено про те, що Adidas в тісній співпраці з відомим хіп-хоп виконавцем Міссі Еліот запускає нову жіночу лінію одягу, взуття і аксесуарів. Колекція «Respect M.E.» (у перекладі з англ. — поважай мене) — «це, перш за все, пошана», як сформулювала сама Міссі Еліот.
8 вересня 2004 року було оголошено про довгострокову співпрацю Adidas і дизайнера Стели Маккартні (дочки екс-бітла сера Пола Маккартні) в розробці колекції жіночного одягу для тенісу, бігу, плавання і фітнеса «adidas by Stella McCartney»
- 2005 рік

2 травня концерн Amer Sports викупляє у Adidas компанію Salomon Sports. Протягом ще трьох років (до 2009 р.) Salomon реалізовуватиме свою продукцію через роздрібну мережу Adidas, в кінці цього терміну передбачається повне виведення відділів Salomon із структури Adidas.
У серпні концерн Adidas-Salomon AG викупив за $3,8 млрд 100 % акцій свого конкурента Reebok International Ltd. Поглинання Reebok дозволило Adidas збільшити свою частку на найважливішому для компанії американському ринку спортивних товарів до 20 % і максимально наблизитися до лідера ринку — компанії Nike, яка контролює 35 %.
- 2006 рік

Чемпіонат світу з футболу 2006. Офіційний м'яч Чемпіонату — Adidas +Teamgeist. Співпраця із Стелою Маккартні продовжується до 2010 року.
- 2008 рік

Бренд adidas — офіційний партнер African Cup of Nations 2008 (Кубок Африканських Націй). Adidas Wawa Aba — офіційний м'яч Кубка. Спортсмени 9 національних збірних (з 15-16 зазвичай представлених в змаганні) екіпіровано у форму Adidas.
Чемпіонат Європи з футболу 2008. Офіційний м'яч Чемпіонату — Adidas Europass.
- 2009 рік

Чемпіонат Європи з футболу серед жінок 2009. Офіційний м'яч Чемпіонату — Adidas Terrapass.

### 2010-ті. Сьогодення
- 2010 рік

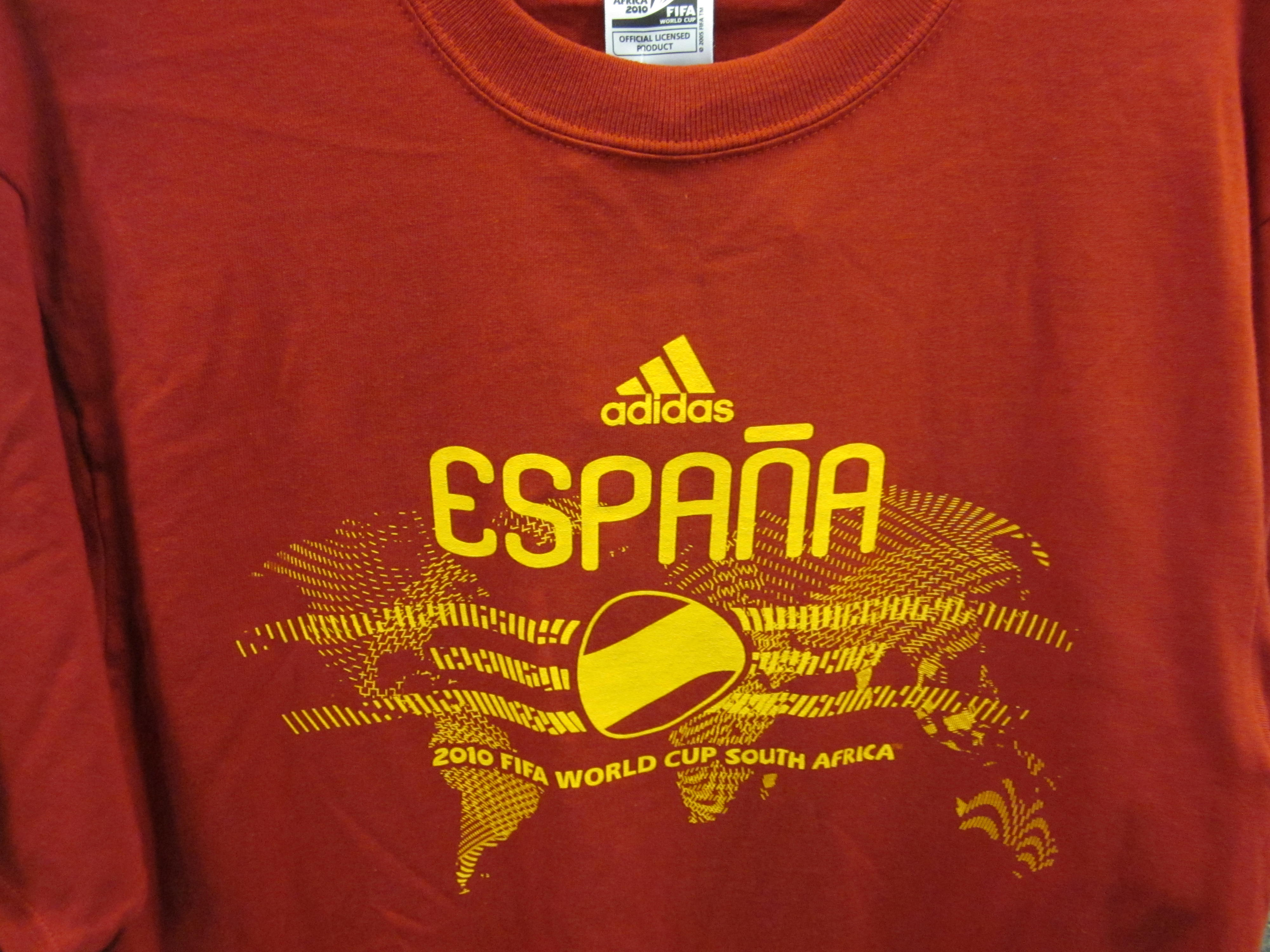
Футболка Адідас до чемпіонату світу 2010 з написом «Іспанія»

Кубок африканських націй 2010. Офіційний м'яч Кубка — Adidas Jabulani Angola. Слово jabulani в перекладі із зулуської мови означає «святкуй». М'яч виконаний із застосуванням останніх технологій компанії, зокрема, з використанням технології GripnGroove, поліпшуючої аеродинаміку м'яча.

## Діяльність
Концерн має 8 підприємств в Німеччині і понад 25 дочірніх фірм в ін. країнах, зокрема у Франції, Великій Британії, США, Канаді, ПАР.
До 2009 року об'єднувала такі торгові марки, як:
- Adidas — одяг, взуття і аксесуари для легкої атлетики, американського футболу, тенісу, фітнесу, футболу, баскетболу, спортивної ходьби і багато чого іншого.
  - Mavic — безшовні обода для велосипедів.
  - Bonfire Snowboarding Company — сноуборди, екіпіровка.
  - Arc'Teryx
  - Maxfli

В даний час компанії Adidas належать:
- Reebok — виробник-гігант, колишній конкурент Adidas.
  - Rockport — класичне і повсякденне взуття.
  - CCM — спорядження для хокею.
  - Taylor Made Golf — спорядження для гольфу.

Обсяг продажів компанії в 2008 році склав 10,799 млрд. євро (на 5,6 % більше, ніж в 2007 році), чистий прибуток — 642 млн євро (зростання на 16,5 %) з урахуванням показників компанії Reebok.

## Рекламна і спонсорська діяльність
Adidas — один з найважливіших рекламодавців, який робить акцент на телерекламу за участі таких світових зірок як Кака, Ліонель Мессі, Стівен Джеррард, Девід Бекхем, Ар'єн Роббен, Лукас Подольскі, Давід Вілья, Міхаель Баллак, Ігор Акінфєєв, Ана Іванович, Марат Сафін, Кевін Гарнетт, Трейсі Макгреді, Новак Джокович, Маріо Анчіч та інших. Також Adidas широко відомий своїми великими спонсорськими контрактами з відомими спортсменами і спортивними командами, особливо в сфері футболу. Контракти з Adidas підписані у таких футбольних клубів як Мілан, Баварія, Реал Мадрид, Челсі, Динамо Київ, Локомотив, Ліверпуль, Фенербахче, Галатасарай, а також з українською, російською, іспанською, німецькою, французькою, грецькою, мексиканською, румунською, японською, аргентинською, нігерійською, данською, парагвайською, словацькою, угорською, латвійською, ізраїльською, ліхтенштейнською, андоррською, кіпрською, шотландською, Фарерських островів, південноамериканською національними збірними з футболу.

## Скандали
У грудні 2017 року Міністерство з питань тимчасово окупованих територій і внутрішньо переміщених осіб України заявило, що в анексованому Росією Криму зафіксована незаконна діяльність компанії Adidas, яка на своєму офіційному сайті вказувала адреси офіційних магазинів у Сімферополі, Севастополі та Ялті. Робота компанії в Криму суперечить політиці невизнання, передбаченій резолюцією Генеральної Асамблеї ООН щодо територіальної цілісності України, а також порушує встановлені Європейським Союзом санкції проти Російської Федерації, визначені рішенням Ради Європи у зв'язку з незаконною анексією Криму і Севастополя. Служба безпеки України відкрила кримінальне провадження для розслідування можливої роботи Adidas в Криму.
Напередодні Чемпіонату світу з футболу 2018 в Росії Adidas випустила лінійку одягу червоного кольору із зображенням державного герба Радянського Союзу та напису USSR. Група стратегічних комунікацій Міністерства закордонних справ Литви виступила із засудженням запропонованого Adidas дизайну, назвавши це «захворюванням на імперську ностальгію». Український інститут національної пам'яті направив до українського представництва компанії Adidas офіційний лист про відповідальність за продаж в Україні спортивного одягу із зображенням радянської символіки. З 2015 року в Україні діє закон Про засудження комуністичного і націонал-соціалістичного тоталітарних режимів і заборону пропаганди їх символік. Згідно з цим документом на території України заборонено виготовлення, поширення, а також публічне використання символіки комуністичного та націонал-соціалістичних тоталітарних режимів.

## Цікаві факти
- В Україні, на відміну від решти світу в цілому, торгова марка  Adidas набагато відоміша за своїх конкурентів, можливо, це пов'язано з тим, що Adidas імпортувався в СРСР з 1979 року. Також це викликано поширеністю китайських підробок цієї марки.
- У взутті Adidas перемагали Мухамед Алі, Джо Фрейзер, Штеффі Граф і Стефан Едберг, Боб Бімон і Гунде Сван, Лев Яшин і Валерій Борзов, Мішель Платіні і Ейсебіо, Зінедін Зідан і Девід Бекхем, Марат Сафін, Ліонель Мессі і багато інших спортсменів. У багатьох з цих людей підписаний контракт із компанією.

## Фотографії та ілюстрації

Деяка продукція компанії
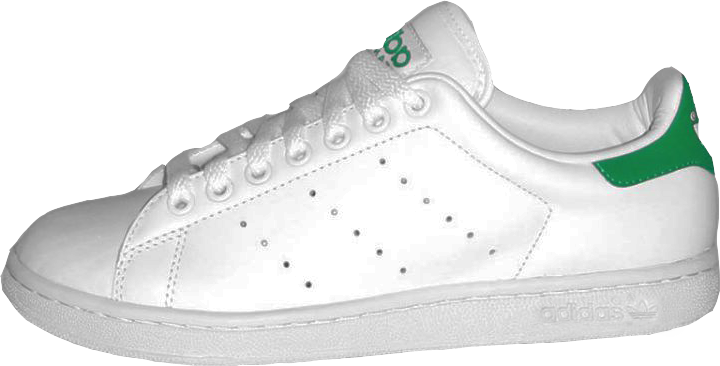
Кросівки Adidas Stan Smith, колекція 2007 року.
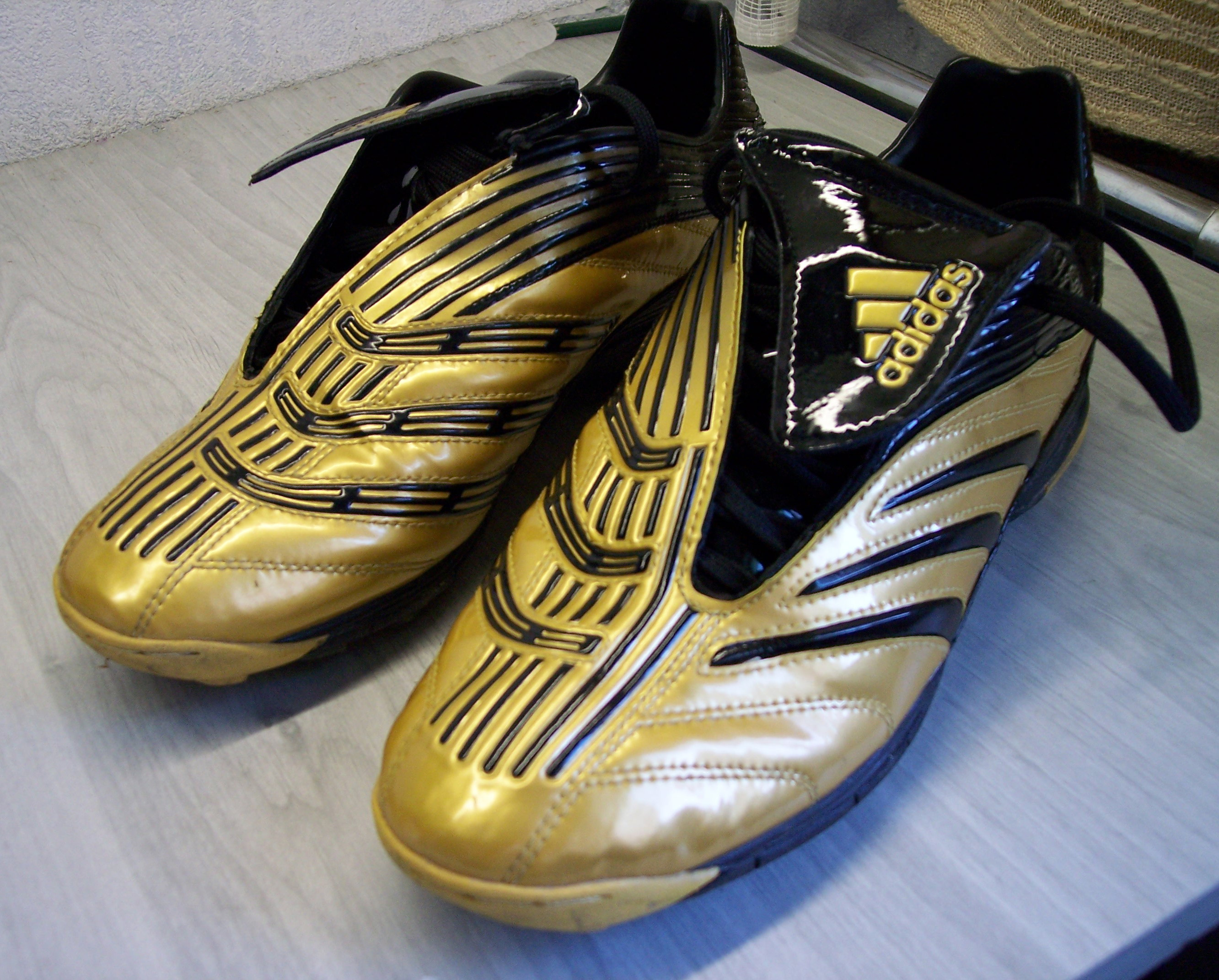
Футбольні бутси Adidas Predator, модель Absolado.
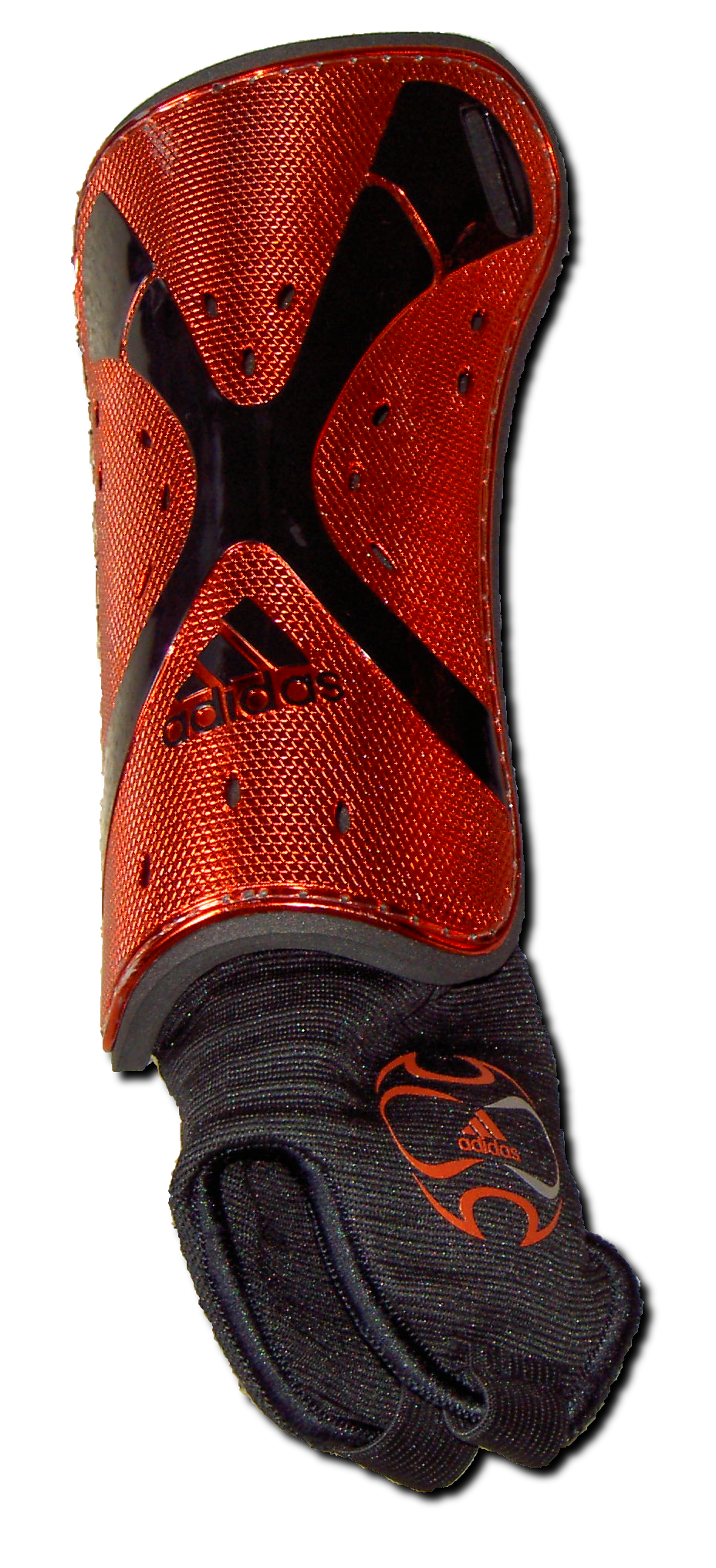
Футбольні щитки Adidas, тренувальний варіант.
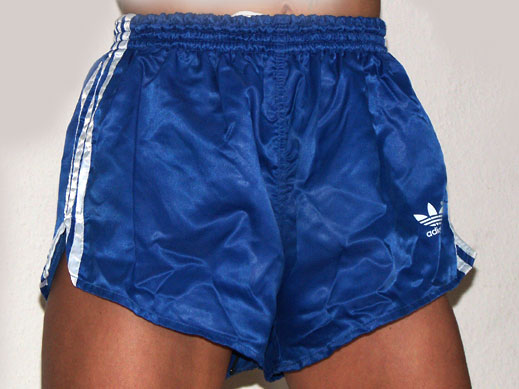
Спортивні шорти напрямку Originals, модель Franz Beckenbauer Названі в честь великого німецького футболіста Франца Беккенбауера.
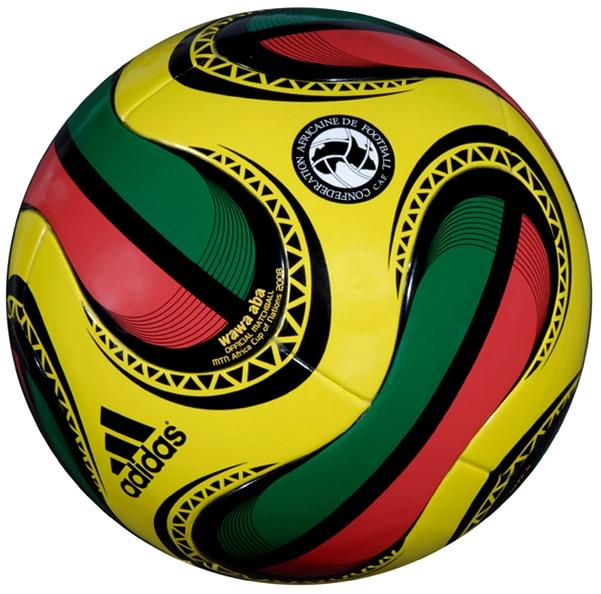
Офійний м'яч Африканського кубку Націй 2008 року — Adidas Wawa Aba
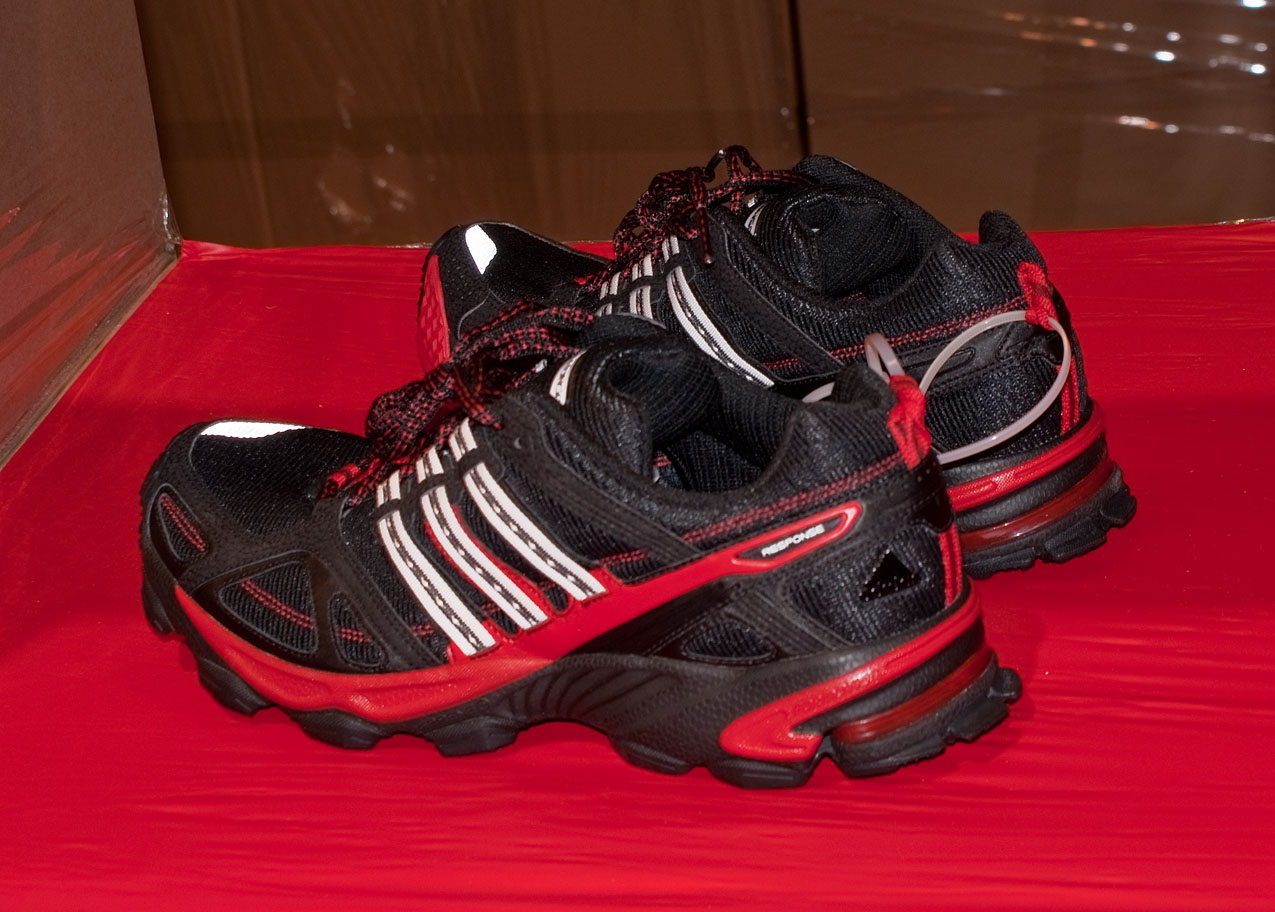
Adidas Response Trail 16 – Кросівки для бігу
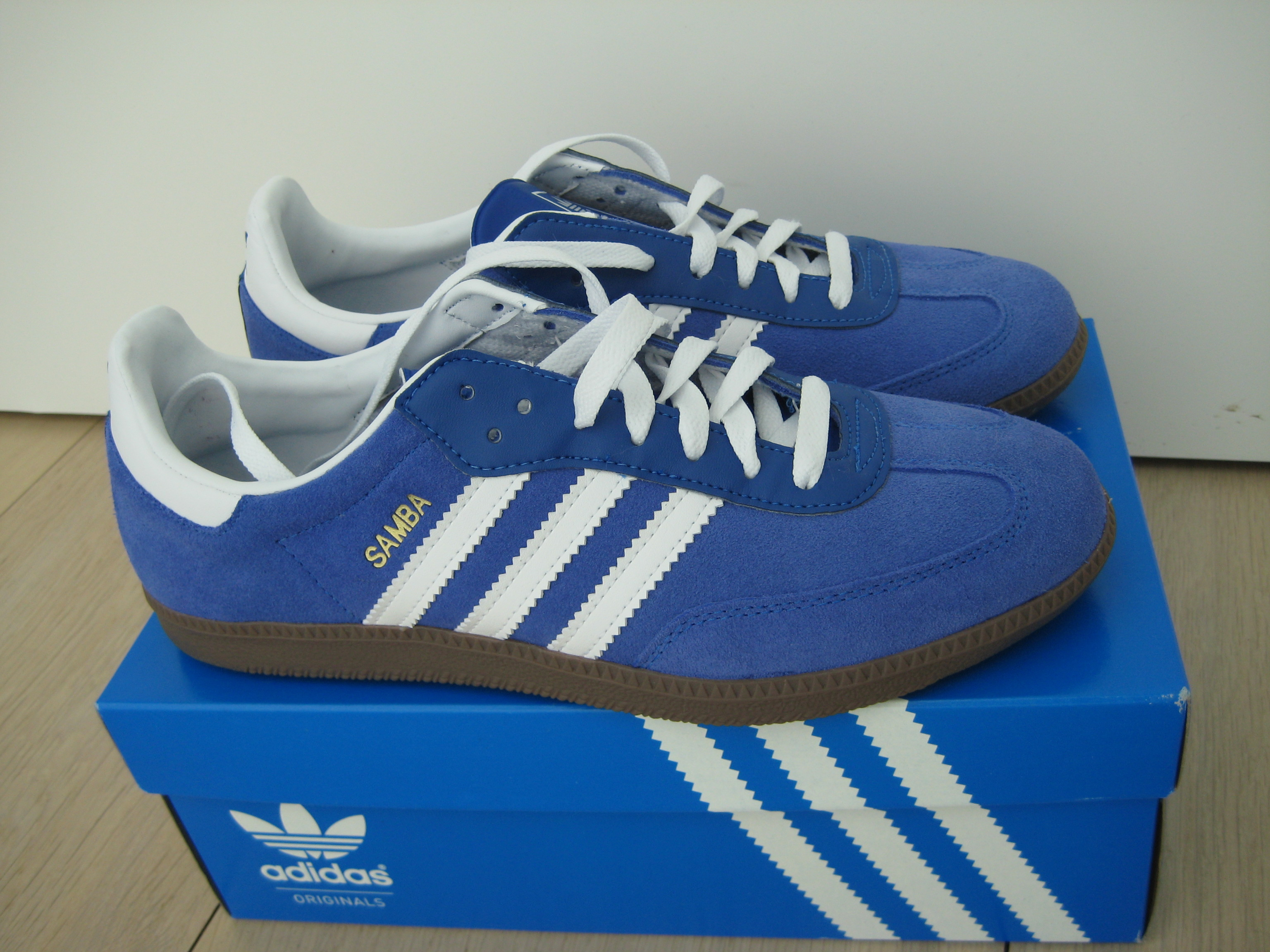
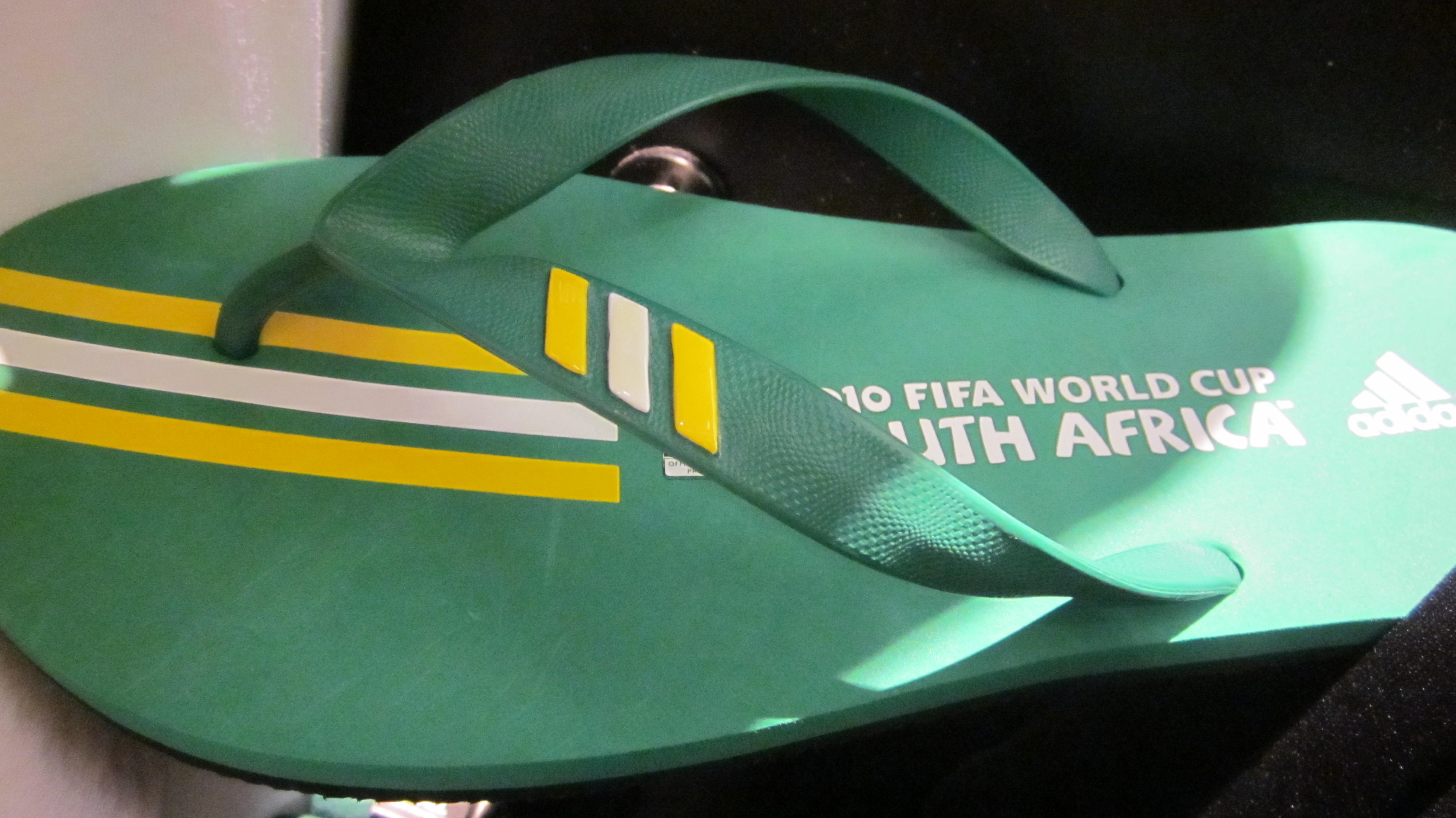
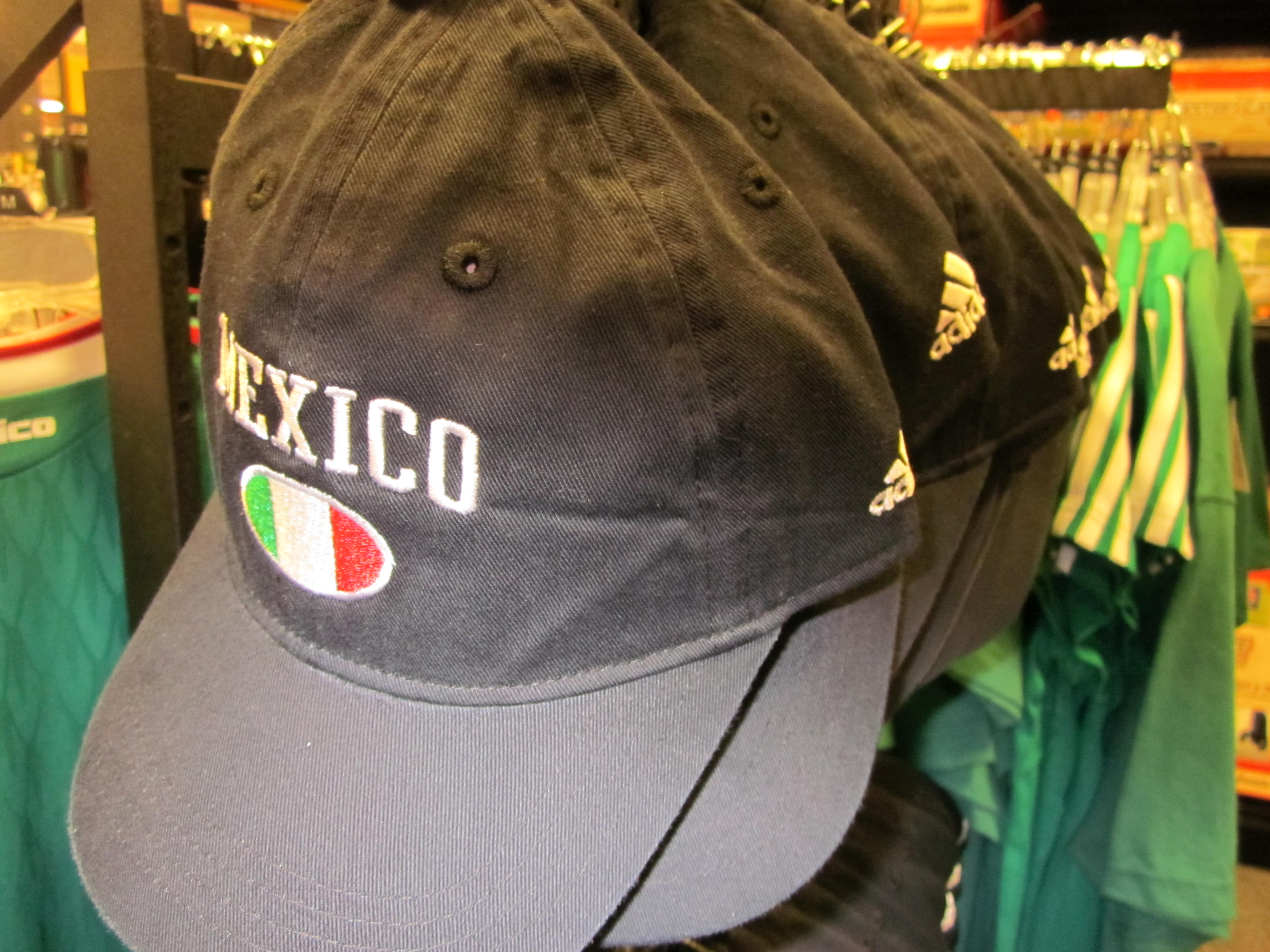
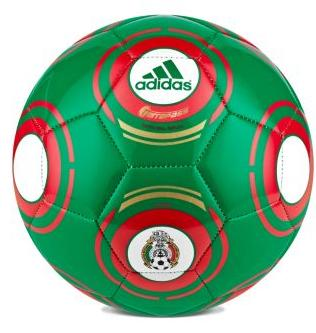

### Власний випуск компанії
- Adidas Boston Marathon & Beyond. — Adidas, 2006. — 208 с. — ISBN B000NR69LE (англ.)
- Adidas Salomon AG Limited Edition Internal Adidas Corporation Olympian Memoir. — Adidas, 2003. — ISBN B001DB2JRM (англ.)